# Nina Hansson
Nina Hansson (1980) è un'ex sciatrice alpina svedese.

## Biografia
Attiva in gare FIS dal novembre del 1995, in Coppa Europa la Hansson esordì il 28 febbraio 1999 a Kiruna in slalom speciale, senza completare la prova, ottenne il miglior piazzamento il 3 marzo successivo a Gällivare in slalom gigante (36ª) e prese per l'ultima volta il via il 2 marzo 2004 a Lachtal nella medesima specialità, senza completare la prova. Si ritirò al termine di quella stessa stagione 2003-2004 e la sua ultima gara fu un supergigante FIS disputato il 20 aprile a Hemsedal, chiuso dalla Hansson all'8º posto; in carriera non debuttò in Coppa del Mondo né prese parte a rassegne olimpiche o iridate.

## Palmarès

### Campionati svedesi
- 1 medaglia:
  - 1 oro (discesa libera[1] nel 2004)